# Alain Jubert
Pour les articles homonymes, voir Jubert.
Alain Jubert, né le 25 décembre 1936 à Ugny et mort le 20 septembre 2001 à Douarnenez, est un joueur et un entraîneur de football actif de la fin des années 1950 à la fin des années 1970.

## Carrière

### En tant que joueur
Né en Lorraine, il fait ses débuts professionnels au FC Nancy où il joue pendant trois années, en Division 1 et en Division 2, inscrivant une trentaine de buts. 
Il rejoint ensuite le Sud-Ouest de la France, et évolue pendant deux saisons avec le Toulouse FC en D1, avant d'être recruté par le Stade rennais UC. En Bretagne, il occupe pendant deux saisons le front de l'attaque comme titulaire. La première est particulièrement prolifique, avec dix-sept réalisations. La seconde beaucoup moins, avec seulement six buts.
En 1964-1965, il perd sa place en attaque, devant reculer au milieu de terrain, puis perd sa place de titulaire tout court. Conséquence, il ne participe pas au parcours victorieux du Stade rennais en Coupe de France.
Sensiblement dans la même mauvaise position la saison suivante (se retrouvant même à jouer en défense), il est prêté en janvier au FC Metz, sans grande réussite. L'été suivant, il retrouve la Bretagne, mais s'engage avec la Stella Maris Douarnenez où il termine sa carrière de joueur.

### En tant qu'entraîneur et dirigeant
En 1976, il revient au Stade rennais, et prend des responsabilités au sein de la section amateurs du club, et des équipes de jeunes. En janvier 1978, le club est en grande difficulté sportive en Division 2 mais aussi en grande difficulté économique, étant mis en règlement judiciaire. L'entraîneur en poste, Claude Dubaële, est licencié pour motifs économiques, et remplacé par Alain Jubert le 14 janvier.
Sous sa houlette, le Stade rennais parvient à sauver sa place en D2, avec une honnête 14e place. La saison suivante, Alain Jubert est reconduit dans ses fonctions. Il ne parviendra qu'à obtenir une bonne huitième place. À l'été 1979, de nouveaux dirigeants prendront les commandes du Stade rennais. Alain Jubert quittera lui aussi ses fonctions, laissant sa place à Pierre Garcia.

## Palmarès
- Champion de France de Division 2 en 1958 avec le FC Nancy